# 福原元頼
福原 元頼（ふくばら もとより）は、安土桃山時代から江戸時代初期にかけての武将。毛利氏家臣で長州藩士。父は福原氏12代当主の福原元俊。兄に福原氏13代当主の福原広俊がいる。

## 生涯
毛利氏庶流の福原氏12代当主・福原元俊の次男として生まれ、毛利輝元、秀就の二代に仕える。
寛永8年（1631年）9月24日に死去。法名は三英性統。